# Alucinados
Alucinados é um filme brasileiro, do gênero suspense, de 2008 dirigido e escrito por Roberto Santucci. Produzido pela Panorama Filmes, o thriller acompanha a trajetória de Júlia pelas ruas do Rio de Janeiro após sofrer um sequestro-relâmpago dentro de seu carro. O filme é protagonizado por Mônica Martelli, Cláudio Gabriel e Sílvio Guindane.

## Sinopse
Júlia (Mônica Martelli) é abordada por dois assaltantes, Sapeca (Sílvio Guindane) e Casé (Cláudio Gabriel), ao parar em um sinal de trânsito e sofre um sequestro-relâmpago. Presa dentro do carro blindado com janelas escuras de seu marido (Tarcísio Filho), ela pensa que os dois querem apenas dinheiro fácil para usar drogas, entretanto, aos poucos, Júlia percebe que intenção da dupla não é apenas isso.

## Elenco
- Mônica Martelli como Júlia
- Cláudio Gabriel como Casé
- Sílvio Guindane como Sapeca
- Tarcísio Filho como Ronaldo
- Mouhamed Harfouch como Falcão
- Raphael Kindlovits como Antônio
- Bernardo Barreto como Maciel
- Júlia Spadaccini como moça no caixa eletrônico

## Produção
Esse é o terceiro longa-metragem de ficção dirigido por Roberto Santucci. A produção é dos estúdios da Panorama Filmes. Por ser uma produção de baixo orçamento, não era possível que fossem fechadas as ruas que serviram de locação no Rio de Janeiro. Devido a esse fato, mais de 60% das cenas do filme foram rodadas em chroma key, no estúdio com fundo verde, inclusive as que se passam dentro do carro, em movimento ou não, as que se passam no Vidigal e no caixa eletrônico. Mais de 90% dos planos do filme contêm algum tipo de efeito especial.

## Lançamento
O filme teve estreia mundial em 8 de março de 2008 sendo exibido no Los Angeles Brazilian Film Festival, nos Estados Unidos. Em 4 de junho de 2008 esteve no UCLA Screening Festival, também nos Estados Unidos. Estreou no Brasil em 8 de julho de 2008 no Festival Paulínia de Cinema. Apesar de ter sido produzido e lançado em festivais em 2008, o filme permaneceu inédito nos cinema por mais sete anos até ser sua estreia comercial em 30 de julho de 2015.

## Recepção

### Crítica dos especialistas
Apesar de ter sido premiados em diversos festivais, o filme não conseguiu o mesmo desempenho satisfatório entre os críticos de cinema. Em geral, o filme recebeu críticas mistas. Eduardo Kaneco, em sua crítica ao site Leitura Fílmica, avaliou o filme com uma nota 6 / 10 e disse: "Há muita tensão nas cenas dentro do carro, envolvendo os dois imprevisíveis bandidos e a vítima. Era a oportunidade de criar um clima claustrofóbico, que elevaria o nervosismo da situação. Porém, isso se perde, principalmente ao acompanhar a cena paralela do marido sendo convencido de que algo estranho se passa com o paradeiro de sua esposa."
Já o site Cineplayers avaliou o filme mais positivamente, escrevendo: "Um bom filme, tenso sem muita profundidade (apesar de ter essa intenção algumas vezes), mais vale por momentos de tensão e boas atuações. Os momentos de tensão entre os três no carro são muito bem executados isso por conta das atuações competentes. Mônica Martelli carismática consegue em uma atuação contida, transmitir todo o desespero da situação e em alguns momentos até demonstra frieza e sensatez de uma mulher forte."

### Prêmios e indicações
| Ano  | Associações                            | Categoria                   | Recipiente(s)    | Resultado | Ref.  |
| ---- | -------------------------------------- | --------------------------- | ---------------- | --------- | ----- |
| 2008 | Festival Paulínia de Cinema            | Melhor Filme (voto popular) | Roberto Santucci | Venceu    | [ 5 ] |
| 2008 | Festival de Cinema Brasileiro de Madri | Melhor Filme                | Roberto Santucci | Venceu    | [ 3 ] |
| 2008 | Festival de Cinema do Paraná           | Melhor Ator                 | Cláudio Gabriel  | Venceu    | [ 3 ] |
| 2008 | Festival de Cinema do Paraná           | Melhor Ator                 | Sílvio Guindane  | Venceu    | [ 3 ] |
| 2008 | Los Angeles Brazilian Film Festival    | Melhor Filme (voto popular) | Roberto Santucci | Venceu    | [ 3 ] |